# Blaine (Washington)
Blaine is een plaats (city) in de Amerikaanse staat Washington, en valt bestuurlijk gezien onder Whatcom County.

## Demografie
Bij de volkstelling in 2000 werd het aantal inwoners vastgesteld op 3770.
In 2006 is het aantal inwoners door het United States Census Bureau geschat op 4508, een stijging van 738 (19,6%).

## Geografie
Volgens het United States Census Bureau beslaat de plaats een oppervlakte van
22,0 km², waarvan 14,4 km² land en 7,6 km² water. Blaine ligt op ongeveer 3 m boven zeeniveau.

## Plaatsen in de nabije omgeving
De onderstaande figuur toont nabijgelegen plaatsen in een straal van 28 km rond Blaine.